# Ácido graxo sintase
Ácido graxo sintase (português brasileiro) ou ácido gordo sintase  (português europeu) (FAS) é uma enzima presente nos seres humanos e codificada pelo gene FASN.
A ácido graxo sintase é uma proteína multi-enzimática que catalisa a síntese de ácidos graxos. Não é constituída por uma única enzima, mas por um sistema enzimático de dois polipeptídeos idênticos de 272 kDa, em que os substratos são transmitidos a partir de um domínio funcional para o seguinte.
A sua principal função é catalisar a síntese de palmitato a partir de acetil-CoA e malonil-CoA, na presença de NADPH, gerando longas cadeias de ácidos graxos saturados.